# Borgargatan

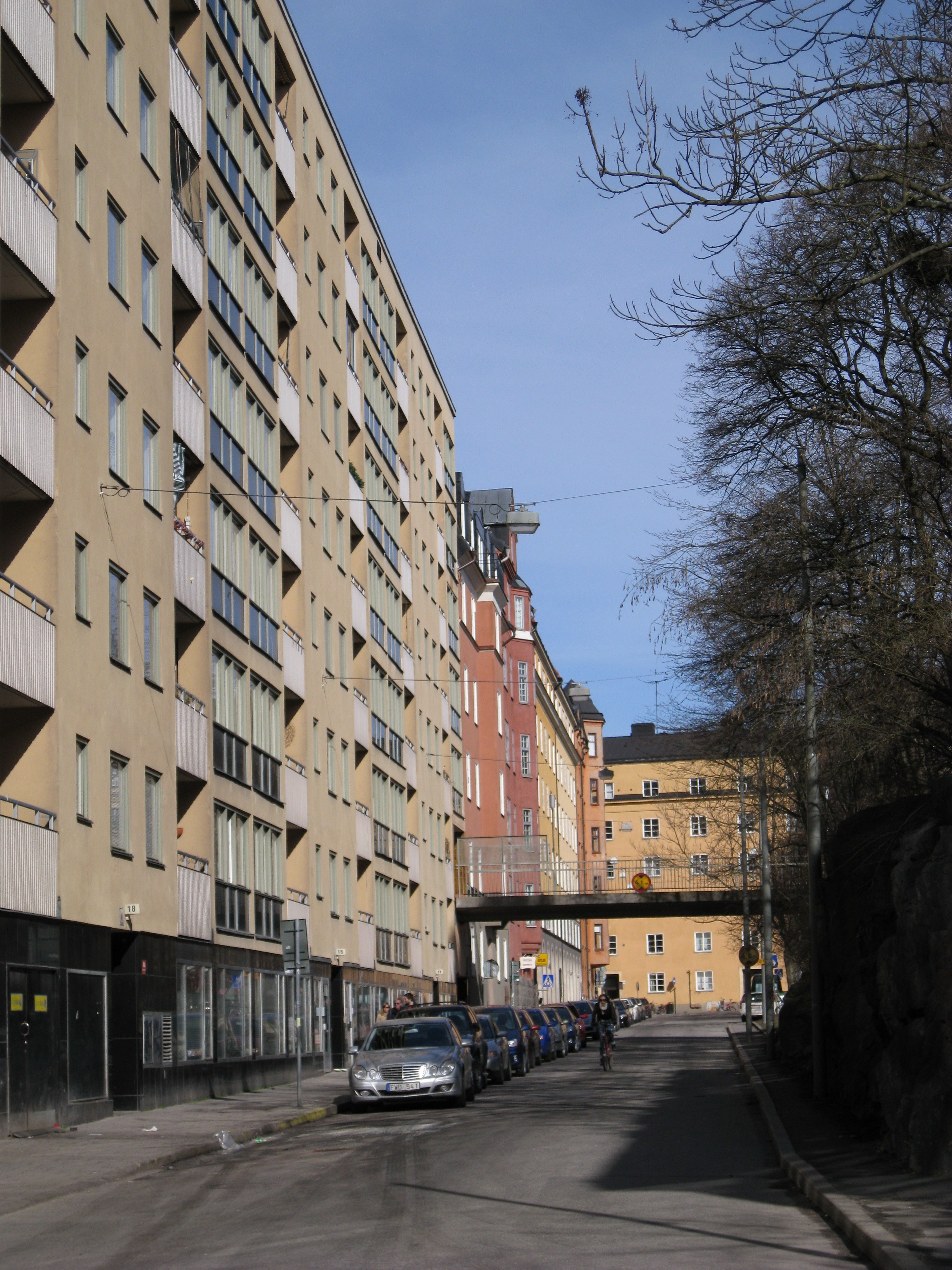
Borgargatan norrut från Hornsbruksgatan i bakgrunden syns Högalidsspången.

Borgargatan är en 210 meter lång gata på Södermalm i Stockholm. Gatan sträcker sig från Högalidsgatan i norr till Hornsbruksgatan i söder och ligger direkt väster om Högalidsparken med Högalidskyrkan. Högalidsspången är en gång- och cykelbro över gatan, som förbinder Högalidsparken med Bergsundsområdet väster om Långholmsgatan.
Borgargatan fick sitt namn år 1911. I en artikel i Dagens Nyheter den 24 september 1911 föreslog Johan Unman att den gata som planerades väster om Högalidskyrkan skulle få namnet Borgaregatan. Skälet var att han ansåg att de tre övriga av de fyra ständerna  redan hade gator i Stockholm, nämligen Riddargatan på Östermalm, Prästgatan i Gamla Stan och Bondegatan på Södermalm. Han fortsatte: ”Endast borgarståndet i den gamla, goda handels- och stapelstaden Stockholm saknar ännu någon gata, som erinrar om detsamma, och då därtill kan anföras att den nya gatan å Södermalm kommer att ligga alldeles i närheten af den nyuppförda, ståtliga byggnaden för ålderstigna borgersmän eller Borgerskapets gubbhus, som den vanligen kallas, vore här ett särskilt passande tillfälle att hugfästa minnet af äfven det gamla borgarståndet…” Den byggnad Unman hänvisar till är Borgarhemmet i det närbelägna kvarteret Yxan, vilket stod färdigt i oktober 1908. 
Stadsfullmäktige beslutade att ge gatan namnet Borgargatan i enlighet med Unmans förslag.